# Oschyhiwzi
Oschyhiwzi (ukrainisch Ожигівці; russisch Ожиговцы Oschigowzy, polnisch Ożohowce) ist ein Dorf im Westen der ukrainischen Oblast Chmelnyzkyj mit etwa 290 Einwohnern (2022).

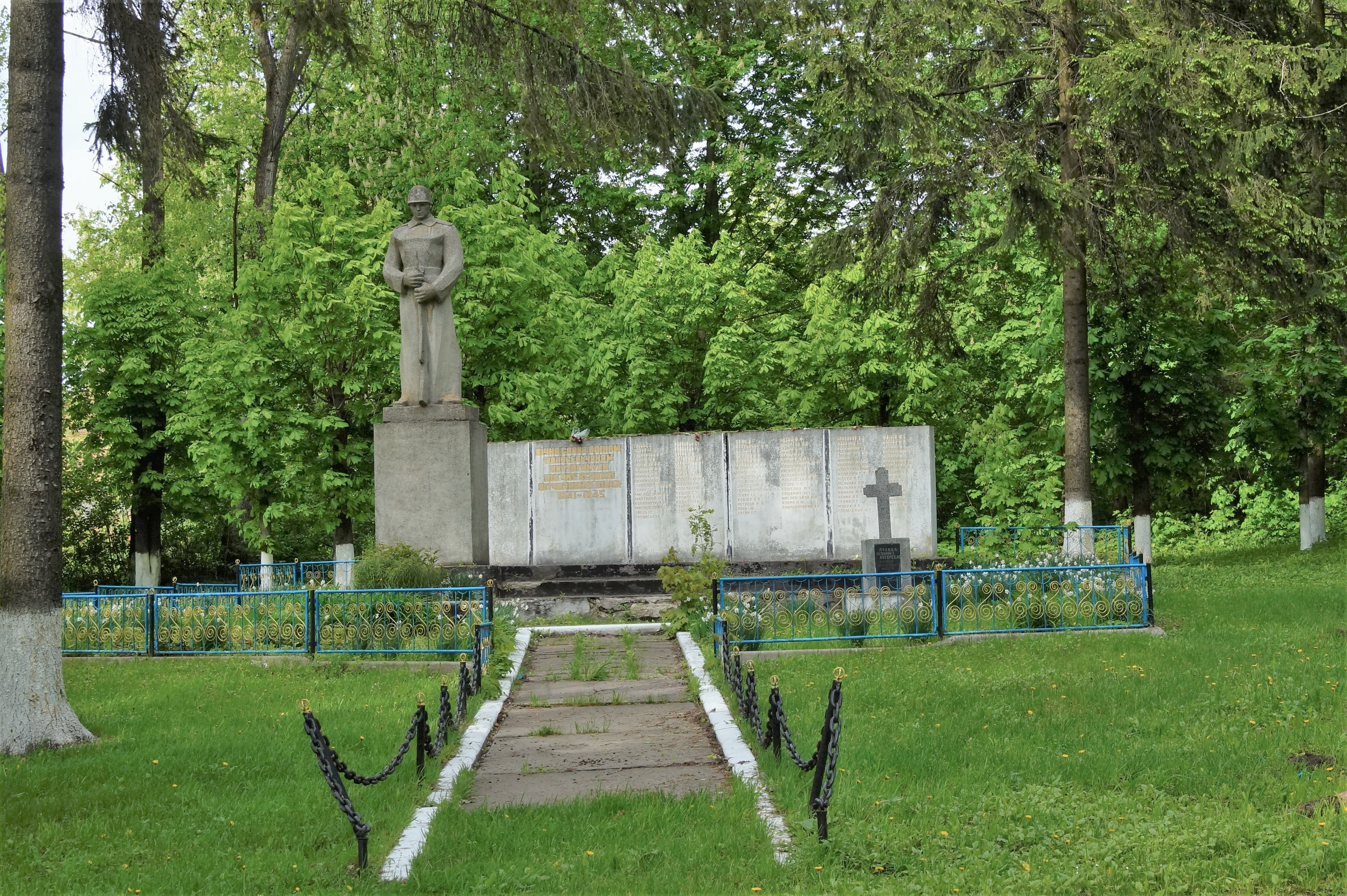
Denkmal im Ort

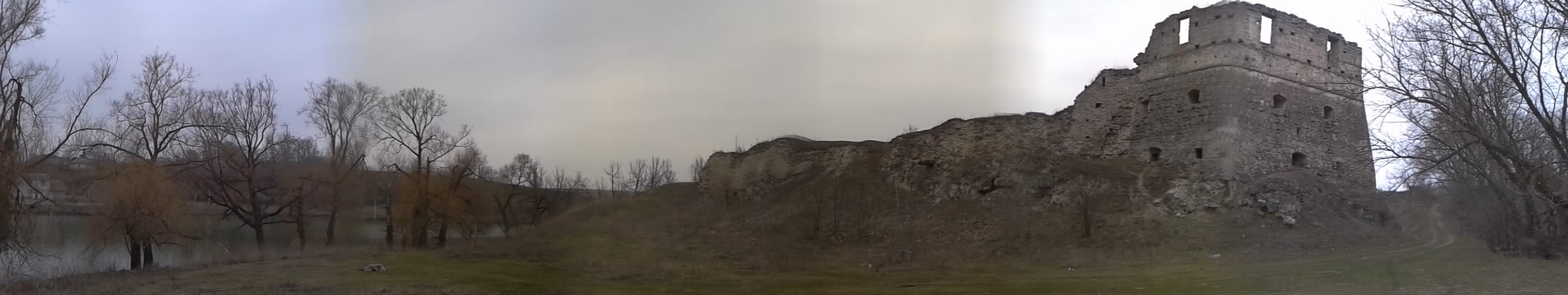
Burgruine Oschyhiwzi im Dorf Toky

Die Ortschaft liegt auf einer Höhe von 299 m am linken Ufer des Sbrutsch, 67 km nordwestlich vom Oblastzentrum Chmelnyzkyj.

## Geschichte
Das am 30. März 1430 erstmals schriftlich erwähnte Dorf war zum Ende des 16. Jahrhunderts eine bedeutende Siedlung, die das Magdeburger Recht und somit alle Stadtprivilegien besaß. Zur Siedlung gehört auch das am gegenüberliegenden Flussufer des Sbrutsch, heute in der Oblast Ternopil, gelegene Dorf Toky und die zu dieser Zeit auf einer Insel erbaute Burg Oschyhiwzi am Stadtrand von Oschyhiwzi, die vor allem dem Schutz vor Tatarenangriffen diente.
Am 13. August 2015 wurde das Dorf ein Teil der neugegründeten Stadtgemeinde Wolotschysk, bis dahin bildete es zusammen mit den Dörfern Butiwzi (Бутівці) und Soboliwka (Соболівка) die gleichnamige Landratsgemeinde Oschyhiwzi (Ожиговецька сільська рада/Oschyhowezka silska rada) im Westen des Rajons Wolotschysk.
Am 17. Juli 2020 kam es im Zuge einer großen Rajonsreform zum Anschluss des Rajonsgebietes an den Rajon Chmelnyzkyj.